# Santa Ana Pacueco
Santa Ana Pacueco es una localidad situada en el municipio de Pénjamo, Guanajuato, México. Según el censo de 2020, tiene una población de 9057 habitantes.
Esta delegación se ubica en el límite del municipio de Pénjamo con la ciudad de La Piedad en el estado de Michoacán, divididas ambas localidades por el río Lerma. Se localiza a 25 minutos de la ciudad de Pénjamo por la carretera federal 90.
Debido a que históricamente y para efectos prácticos, Santa Ana Pacueco está unida a la ciudad de La Piedad, Michoacán, se creó la Zona Metropolitana de Pénjamo-La Piedad, y en razón de su crecimiento se ha logrado atraer inversiones multimillonarias a la región.

## Localización y Características
- Santa Ana Pacueco se encuentra ubicada al suroeste del centro de la República Mexicana, en la Latitud Oeste 102° y Longitud Norte 20° 30´ y a 1672 metros sobre el nivel del mar.[3]
- Es un importante polo comercial del municipio. Es la única delegación de la ciudad de Pénjamo. Se localiza en el límite del municipio de Pénjamo con La Piedad, ciudad y municipio del estado de Michoacán, sobre la carretera federal 90, a unos 30 minutos de la ciudad de Pénjamo. Orgullo de Pénjamo, por su exhacienda aún en pie y el templo de maravillosa arquitectura, todavía revela la belleza que un día mostraba.

La ciudad de Pénjamo ha tomado gran interés en esta localidad, puesto que su grado de movimiento comercial, industrial, y su continuo incremento poblacional demanda mayor y más veloz atención, lo que provocó que las administraciones gubernamentales municipales de Pénjamo se encuentren atrayendo un grado mayor de proyectos para el desarrollo y bienestar de la zona.

## Habitantes
- Cuenta con 9057 habitantes, según el censo de 2020, lo cual la convierte en la población más grande después de la cabecera municipal.

La mayoría se dedica al comercio, industria y en poca medida a las tareas agrícolas o ganaderas.

## Vida
- Cuenta con todos los niveles de educación hasta la universidad. Al ser catalogada como delegación urbana los actuales gobiernos municipales han atraído proyectos para su crecimiento y desarrollo. En la avenida Padre Hidalgo, la principal arteria de la localidad, se encuentran ubicados muchos de los negocios, industrias y oficinas delegacionales del gobierno.
- Cuenta con el Hospital Comunitario Delegación Santa Ana Pacueco.
- La Unidad Deportiva de la delegación es el segundo parque deportivo más grande en el municipio después de la Unidad Deportiva Sur de la ciudad de Pénjamo, que también está siendo reconstruida.
- La delegación cuenta con la Biblioteca Municipal Ana María Gallaga.
- Debido a la cercanía con el estado de Michoacán, la delegación se ha visto afectada por la criminalidad de ese estado, por lo que entre la delegación y la cabecera municipal se ha instalado una base de las Fuerzas del Estado de Guanajuato y un destacamento del Ejército Mexicano.

## Historia
- Es una población antigua de Pénjamo, fundada como hacienda por merced otorgada por el Virrey Velasco a Juan de Guevara en el año de 1557.
- Luisa Sánchez de Tagle casada con Juan Rodríguez de Albuerne, fueron los responsables de crear en el año de 1732, la casona y capilla de la Hacienda, estructura que hoy en día aun puede apreciarse a la entrada de la actual delegación.
- La hacienda del siglo XVIII al XIX se fraccionó, comprando por último el casco de la hacienda los hermanos Don Manuel y Don José Cortes.
- Tuvo un crecimiento moderado y debido a su cercanía con la ciudad de la Piedad Michoacán, en las últimas décadas del siglo XX tuvo un crecimiento acelerado en población y en crecimiento económico y se ha convertido en un foco de importancia para la ciudad cabecera de Pénjamo.
- En los primeros años del siglo XXI hubo un intento serio de separación de esta localidad con relación de Pénjamo para constituirse como municipio autónomo del estado, finalmente no se logró, pero su resultado fue atraer la atención del gobierno estatal y municipal a las necesidades y demandas de la población cada vez más en aumento. La instalación de una delegación de seguridad Pública, oficinas en forma delegacionales para los trámites administrativos, la atracción de una preparatoria, escuelas mejor equipadas, un trazo urbanístico mejor, sistema de transporte, y más atención a las necesidades de esta delegación son algunos de los logros de aquel intento de separación.
- Actualmente es una de las zonas con más proyectos y a las que más atención se le tiene por parte del gobierno, mejorando en los servicios y velocidad con las que los organismos de gobierno atienden las necesidades de su población.
- En el año de 2008, se firmó la Carta de Intención de la Zona Metropolitana Pénjamo-La Piedad, firma llevada a cabo en la Hacienda de Corralejo, en Pénjamo, por los gobernadores de Guanajuato y Michoacán, así como los presidentes municipales de Pénjamo y la Piedad, la búsqueda de esta zona metropolitana es por las necesidades y problemas que presentan estas dos ciudades y municipios.
- El 16 de marzo de 2012, se inaugura formalmente el Hospital Comunitario de la Delegación Santa Ana Pacueco, que atenderá a 30 mil habitantes tanto de la delegación como de comunidades aledañas y de la ciudad de La Piedad. El proyecto fue terminado 3 años después de la colocación de la primera piedra.
- En el año 2015 se inicia la restauración de la Unidad Deportiva de la Delegación, el segundo parque deportivo más grande de la municipalidad.
- En el año 2016, por primera vez en la historia moderna de la Delegación, la población de la localidad elige de manera democrática, por medio del voto libre, secreto y universal (mayores de edad) a su Delegado y Sub-Delegado. Funcionarios públicos que eran anteriormente elegidos por el presidente municipal en Pénjamo.